# El Girasol
El Girasol är en ort i Mexiko.   Den ligger i kommunen Santos Reyes Pápalo och delstaten Oaxaca, i den sydöstra delen av landet, 300 km sydost om huvudstaden Mexico City. El Girasol ligger 2 116 meter över havet och antalet invånare är 151.
Terrängen runt El Girasol är bergig österut, men västerut är den kuperad. Runt El Girasol är det ganska glesbefolkat, med 32 invånare per kvadratkilometer. Närmaste större samhälle är San Juan Bautista Cuicatlán, 7,0 km väster om El Girasol. I omgivningarna runt El Girasol växer i huvudsak blandskog.